# Qeqertarsuaq (Nuugaatsiaq)
Qeqertarsuaq je ostrov v Baffinově moři v Grónsku v kraji Avannaata. Název Qeqertarsuaq je velmi běžný pro ostrovy v Grónsku a znamená "velký ostrov". Jediná obydlená osada na ostrově je Nuugaatsiaq na jihovýchodě ostrova, kde v roce 2017 žilo 70 obyvatel, dále se však na jihozápadě ostrova nachází i opuštěná osada Naajat. Ostrov je hornatý, nejvyšší vrchol se jmenuje Snehætten, který je se svými 1118 metry nad mořem čtrnáctým největším vrcholem kraje Avannaata.

## Geografie
Qeqertarsuaq je menší ostrov s rozlohou celkem 249,93 m². Jeho pobřeží je dlouhé 72,63 km, ale v jeho nejširších místech je pouze 24,83 km dlouhý a 16,91 km široký a v nejužším místě je asi jenom 5 km široký. Ostrov se nachází ve fjordu Qeqertat Imaat, kolem ostrova se nacházejí také zálivy Sisikavsak, Akerte a na severu průliv Nuugaatsiap Tunua, který jej odděluje od poloostrova Umiammakku, vzdáleného asi 1,25 km od nejvýchodnějšího mysu Niaqornakavsaq, vycházejícího z Grónského ledovce. Kolem ostrova Qeqertarsuaq se nachází několik ostrovů a poloostrovů, na severozápadě se nachází ostrůvek Itsakuarsuk, na jihovýchod se nachází ostrov Karrat s opuštěnou osadou Nuliarfik. Na sever od ostrova se nachází poloostrovy Salliaruseq a Umiammakku, na západ Sigguup Nunaa a na jihovýchod Akuliaruseq. Ostrov je hornatý, nejvyšší vrchol Snehætten měří 1118 m, další vysoký a nejmenší pojmenovaný vrchol je Sorte Pyramide (681 m).